# Belfast
Belfast (Iers: Béal Feirste) is een district met de officiële titel van city, op het eiland Ierland en is de grootste stad van Noord-Ierland (ONS-code N09000003) in de provincie Ulster, en heeft volgens een schatting uit 2018 een inwonertal van 342.000. Het is sinds 1922 de hoofdstad van Noord-Ierland, en het is de hoofdstad van County Antrim.
De naam Belfast stamt van het Iers Béal Feirste, ofwel monding van de Farset, de rivier waaromheen de stad is gebouwd. De rivier die zelf is opgegaan in de grotere rivier Lagan, heeft tegenwoordig weinig bekendheid, en stroomt in een pijp onder de stad.
Belfast ligt, zoals gezegd, aan de monding van de rivier de Lagan aan de zeearm Belfast Lough. Via deze zeearm ligt Belfast in directe verbinding met de Ierse Zee. De stad wordt omringd door heuvels (Black Mountain en Cavehill). Belfast heeft een aantal oude gebouwen, waaronder de zetel van Queen's University (1849) en de City Hall (1903). Onder de best bewaarde zijn twee (voormalige) banken: Ulster Bank (1860) en Northern Bank (1769).
De scheepswerf Harland and Wolff was de grootste ter wereld toen het de Titanic bouwde. De kranen Samson en Goliath (respectievelijk 106 en 96 meter hoog) zijn van ver te zien. Andere belangrijke historische industrieën zijn het Ierse linnen en het maken van touw.
De stad heeft twee vliegvelden, George Best Belfast City Airport, aan de rand van de stad bij Holywood, en Belfast International Airport, nabij Lough Neagh.

## Demografie
De meeste bewoners van West-Belfast zijn katholiek. Sommige buurten hebben een katholieke meerderheid van wel 90%. De stad is door de religie nog steeds sterk verdeeld in gesegregeerde protestantse (loyalistische) en katholieke (republikeinse) buurten. Waartoe de meerderheid van de buurt behoort, is te herkennen aan graffiti, schilderingen en vlaggen bij de ingangen van de buurten. Om de bevolkingsgroepen uit elkaar te houden bestaat sinds 1969 de Belfast Muur.
Chinezen zijn de grootste niet-blanke bevolkingsgroep. Verder wonen er in Belfast ook kleine aantallen moslims en hindoes. Sinds de toetreding van de meeste MOE-landen tot de Europese Unie, wonen er ook veel Polen. Belfast heeft ook een kleine gemeenschap van Irish travellers. Meer dan de helft van de etnische minderheden woont in Zuid-Belfast.

## Geschiedenis
De regio waar Belfast ligt is bewoond sinds de bronstijd en overblijfselen van forten uit de ijzertijd kunnen nog steeds worden waargenomen. Aan de monding van de rivier werd in 1177 voor het eerst een kasteel gebouwd door John de Courcy. Zijn kasteel, en de aanliggende nederzetting, werden 20 jaar later vernietigd, en de regio kwam onder het bestuur van de familie O'Neill. Vroeg in de 17e eeuw werd Belfast een plaats waar de Engelsen en Schotten zich vestigden, volgens het plan van Sir Arthur Chichester, om het gebied te koloniseren. Dit resulteerde in een rebellie van de autochtone bevolking in 1641. Later trok Belfast veel hugenoten aan, die een wijdverspreide linnenindustrie opzetten. Belfast werd ook het centrum van het Ierse protestantisme.
De tegenstelling tussen de katholieke en protestante bevolkingsgroepen werd pas echt zichtbaar in de 19e eeuw. Sindsdien wordt de stad geplaagd door de verdeling tussen de katholieken en de protestanten, en werd hard geraakt in de strijd (The Troubles) tussen 1960 en 1997. De helft van de slachtoffers in deze periode viel in Belfast. Het vier-sterren Europe Hotel in het centrum werd ongeveer 30 keer getroffen door bomaanslagen van de IRA, en staat sindsdien bekend als het hotel met de meeste bomaanslagen in Europa. Sinds de wapenstilstand uit 1997 is het aantal gewelddadige uitbarstingen sterk gedaald, en is er hoop op een blijvende vrede.
Sinds die tijd heeft Belfast een groei doorgemaakt, met veel investeringen in het centrum (het is nu een voetgangersgebied met alle grote internationale winkels), een sportstadion en een modern theater (The Waterfront Hall).

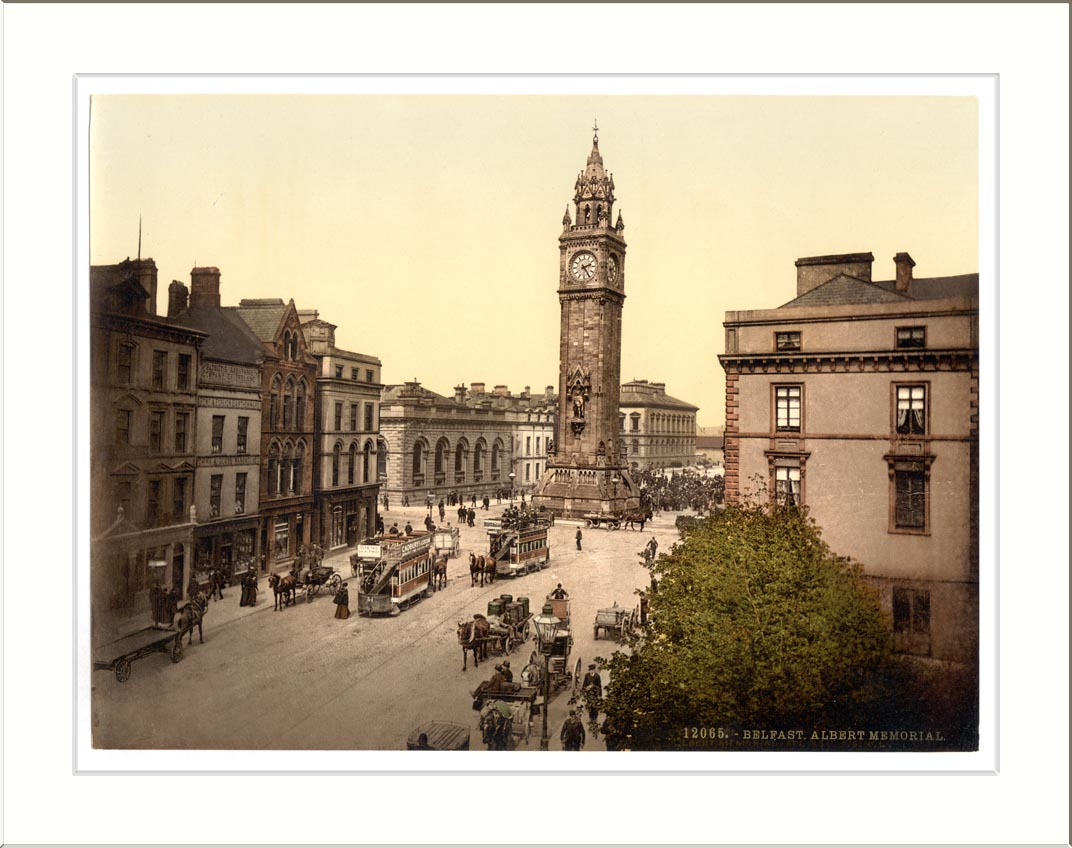
Fotochroomafdruk van Albert Memorial aan het einde van de 19e eeuw.
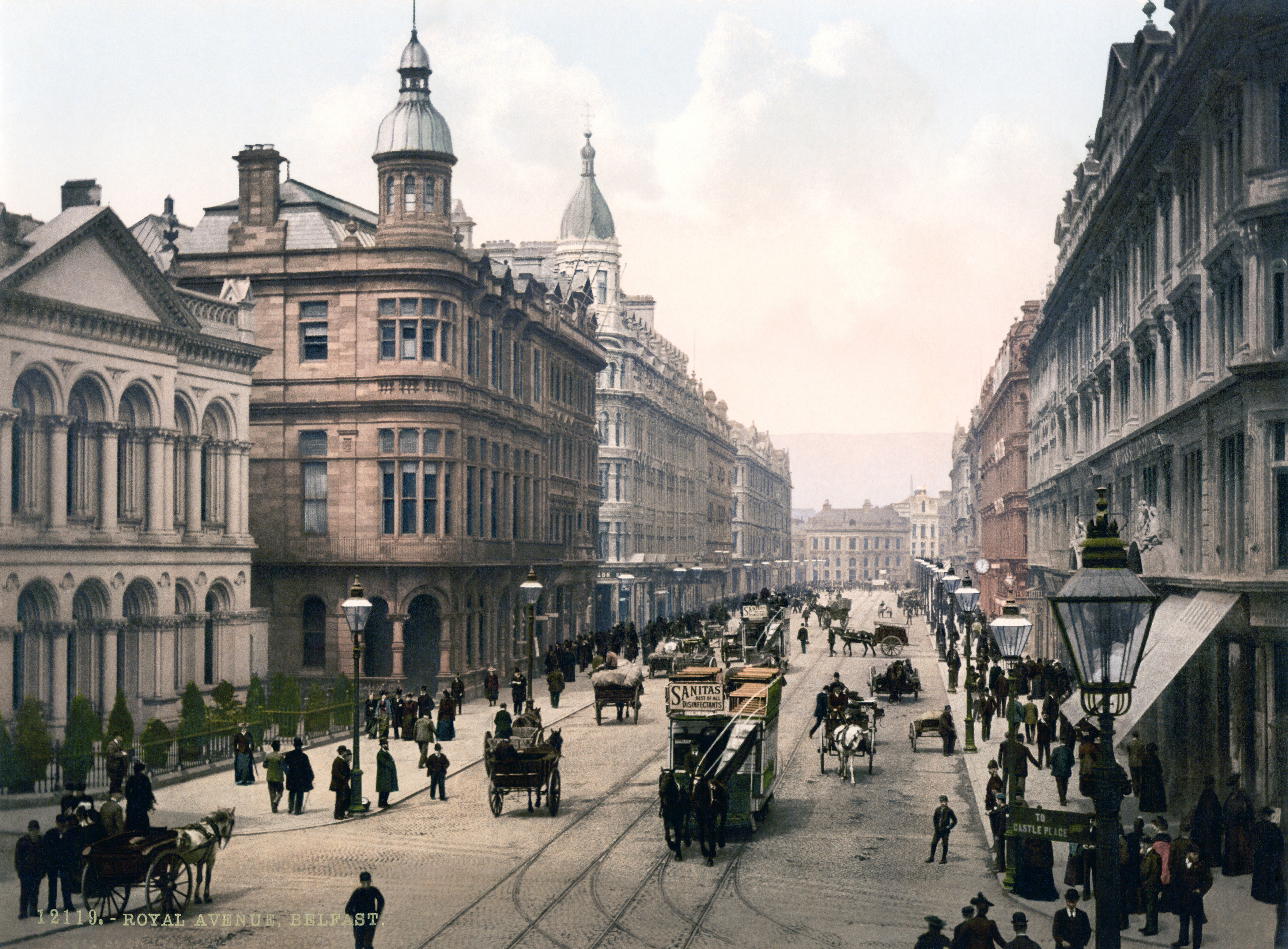
Fotochroomafdruk van de Royal Avenue omstreeks 1890-1900
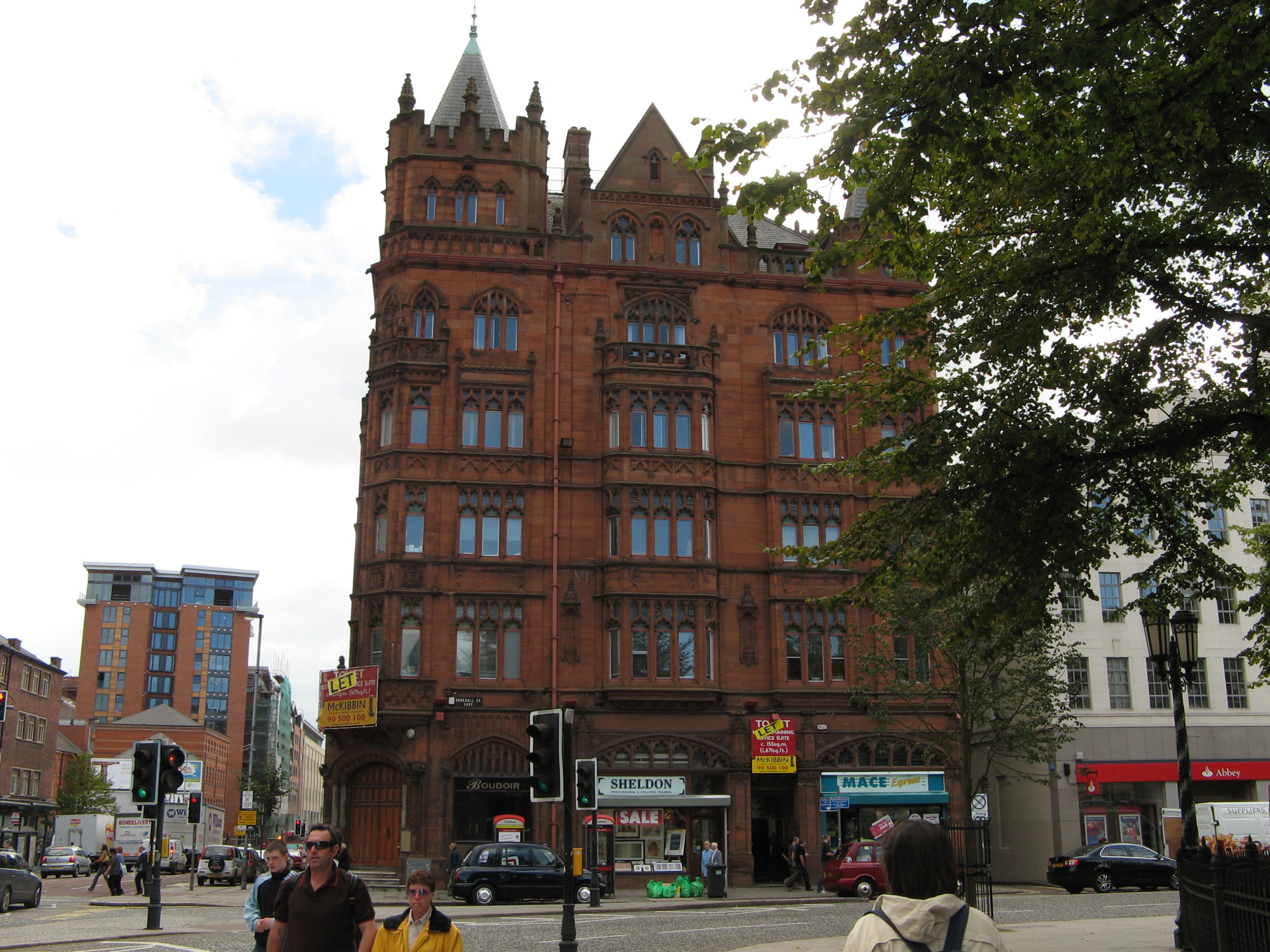
Donegall Square East
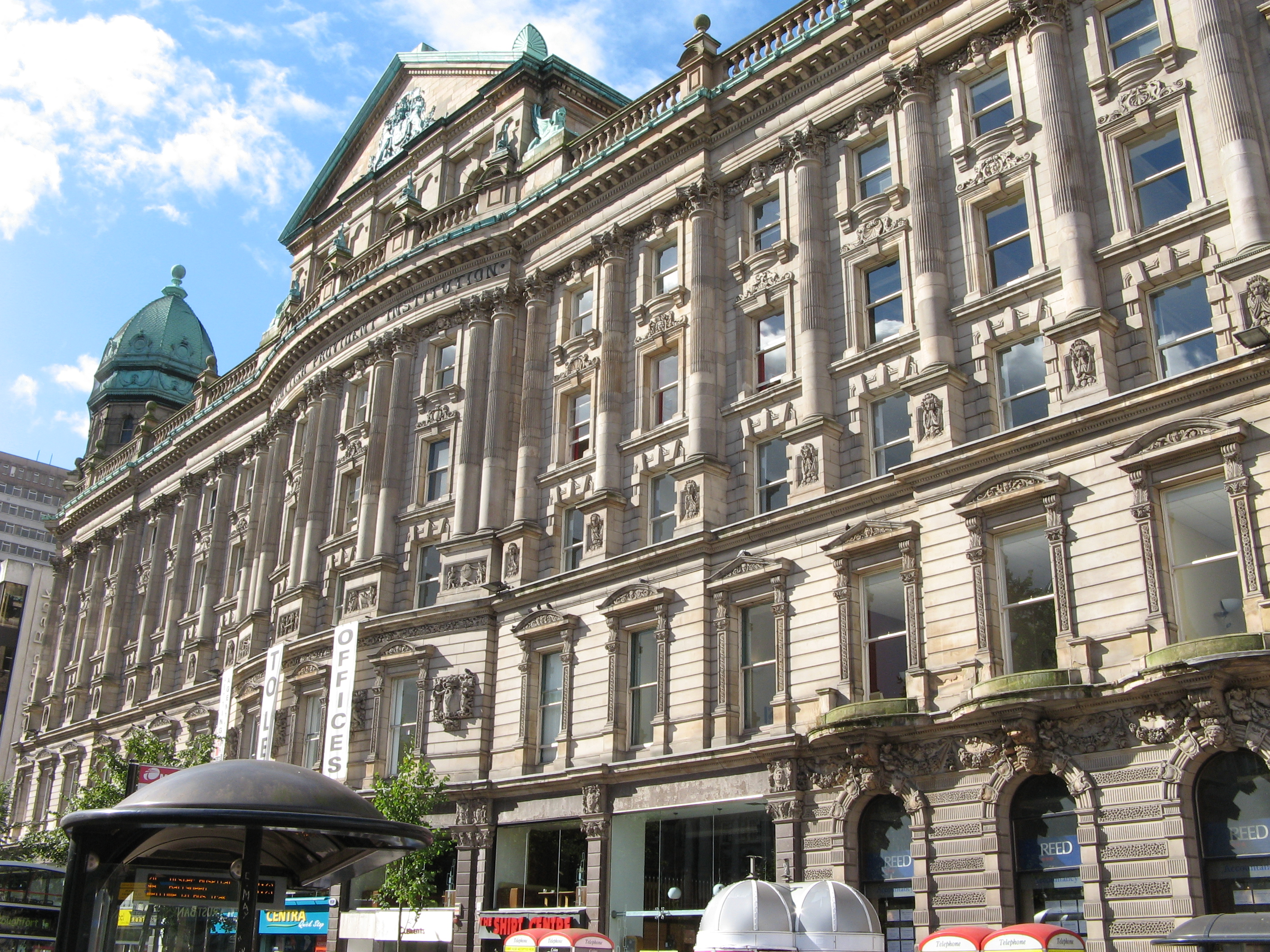
Scottish Provident Institution
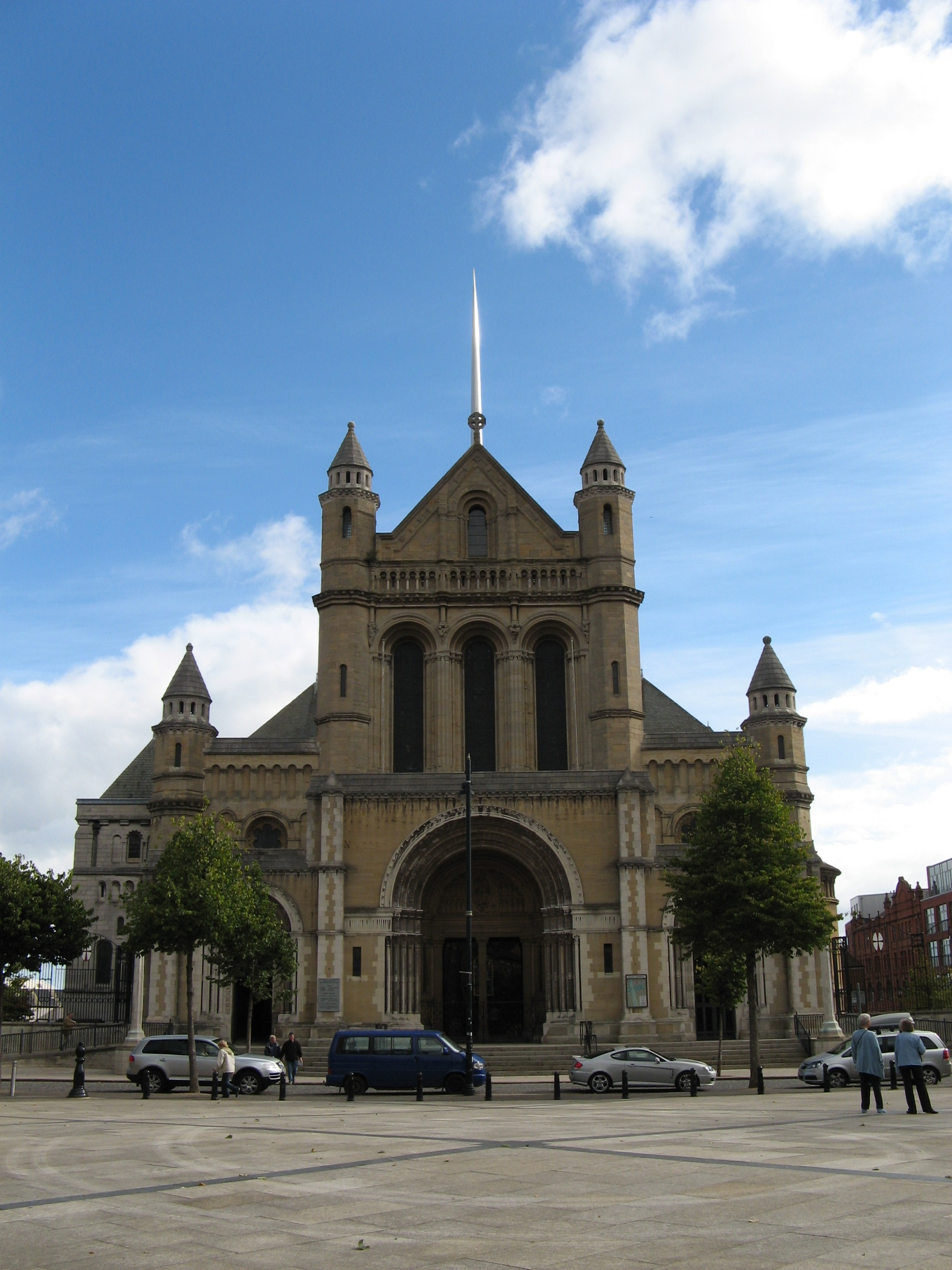
St Anne’s Cathedral
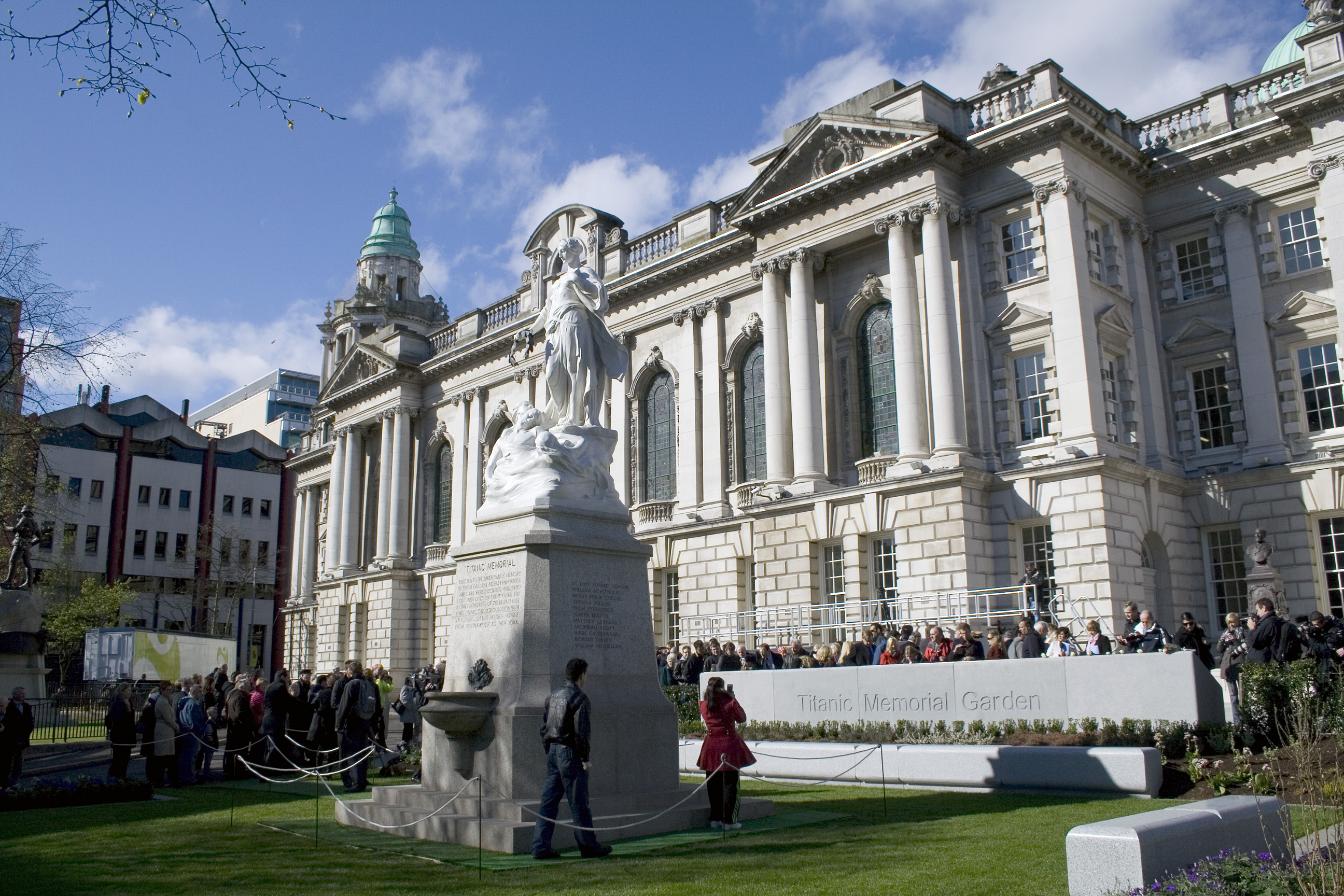
Titanicmonument

## Sport
In de stad bevindt zich het voetbalstadion Windsor Park, waar het Noord-Iers voetbalelftal en Linfield FC hun thuiswedstrijden spelen. Het stadion heeft een capaciteit van 20.332 toeschouwers. Sport & Leisure Swifts FC is een vereniging, die uitkomt in de NIFL Championship. Verder is ijshockey een populaire sport, en de Odyssey Arena vormt de thuishaven van de 'Belfast Giants'.

## Transport

### Luchtvaart
Belfast beschikt over twee luchthavens:
- George Best Belfast City Airport, gelegen vlak bij de haven op 5 kilometer afstand van het stadscentrum.
- Belfast International Airport, gelegen vlak bij Aldergrove op 20 kilometer afstand van het stadscentrum.

### Treinverkeer
Belfast ligt op een kruispunt van meerdere spoorlijnen. Het belangrijkste treinstation is Station Belfast Great Victoria Street. Hier sluiten de volgende spoorlijnen op elkaar aan:
- Spoorlijn Dublin - Belfast
- Spoorlijn Belfast - Derry
- Spoorlijn Belfast - Larne
- Spoorlijn Belfast - Bangor

### Veerboten
Belfast heeft drie veerboot verbindingen:
| Rederij                          | Bestemming            | Bijzonderheden                   |
| -------------------------------- | --------------------- | -------------------------------- |
| Stena Line                       | Stranraer (Schotland) |                                  |
| Stena Line                       | Liverpool (Engeland)  |                                  |
| Isle of Man Steam Packet Company | Douglas (Man)         | april tot september en met kerst |